# Australian Championships 1964
Turniej tenisowy Australian Championships, dziś znany jako wielkoszlemowy Australian Open, rozegrano w 1964 roku w Brisbane w dniach 4 – 13 stycznia.

## Zwycięzcy

### Gra pojedyncza mężczyzn
- Roy Emerson (AUS) – Fred Stolle (AUS) 6:3, 6:4, 6:2

### Gra pojedyncza kobiet
- Margaret Smith Court (AUS) – Lesley Turner Bowrey (AUS) 6:3, 6:2

### Gra podwójna mężczyzn
- Bob Hewitt (RSA)/Fred Stolle (AUS) – Roy Emerson (AUS)/Ken Fletcher (AUS) 6:4, 7:5, 3:6, 4:6, 14:12

### Gra podwójna kobiet
- Judy Tegart Dalton (AUS)/Lesley Turner Bowrey (AUS) – Robyn Ebbern (AUS)/Margaret Smith Court (AUS) 6:4, 6:4

### Gra mieszana
- Margaret Smith Court (AUS)/Ken Fletcher (AUS) – Jan Lehane O'Neill (AUS)/Mike Sangster (GBR) 6:3, 6:2